# Planetari mecànic
Un planetari mecànic és un model del sistema solar accionat mitjançant un conjunt d'engranatges que il·lustra o prediu les posicions relatives i els moviments dels planetes i llunes, normalment d'acord amb un model heliocèntric.

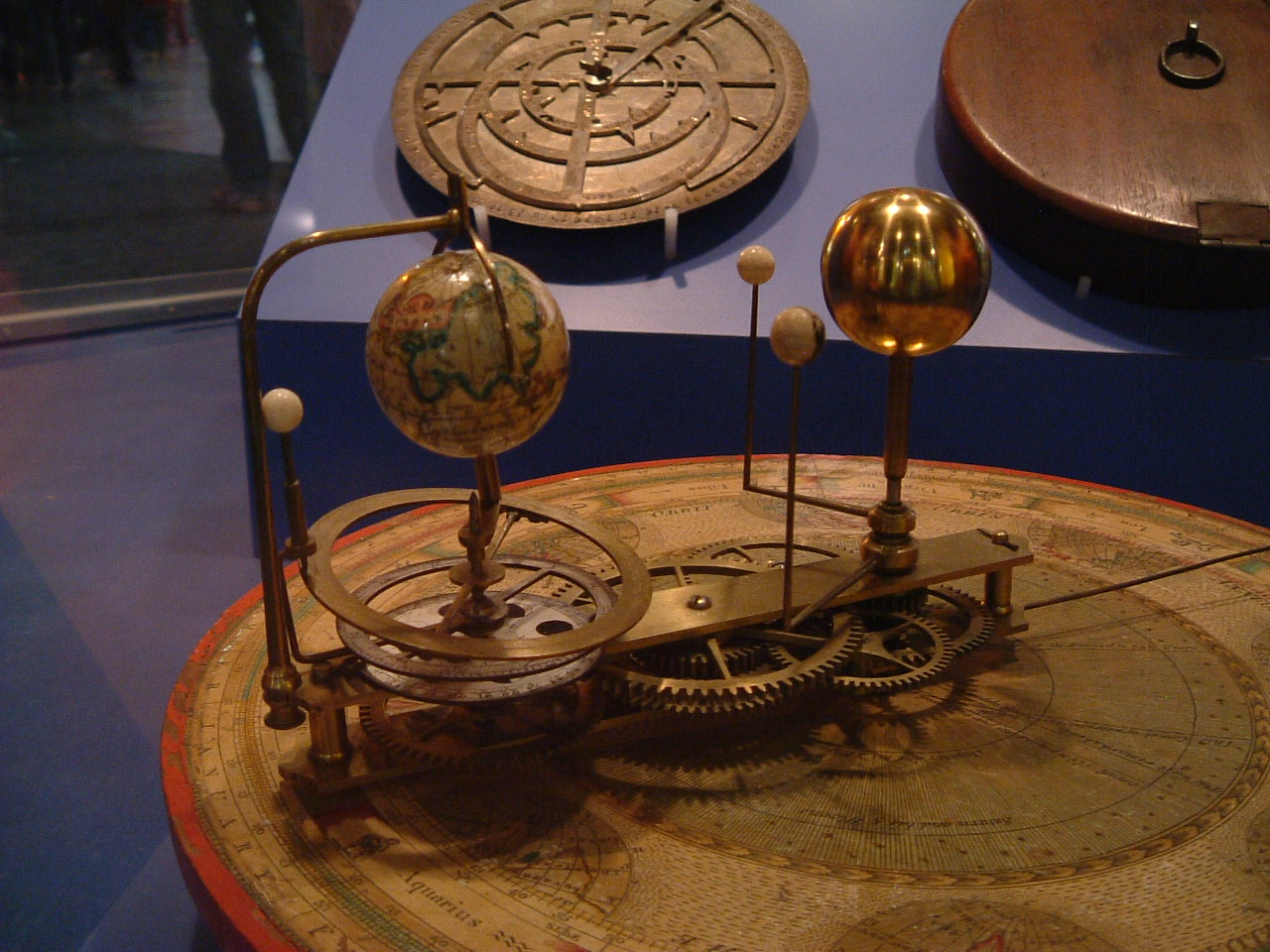
Un planetari petit mostrant la terra i els planetes interiors

També pot representar la grandària relativa d'aquests cossos; però ja que l'escala precisa sovint no és pràctica a causa de les grans diferències entre les seves dimensions reals, se sol utilitzar una aproximació atenuada en el seu lloc.
En general són accionats per un mecanisme de rellotgeria amb un globus que representa el Sol al centre, i amb un planeta a l'extrem de cada un dels braços.
El primer planetari mecànic de l'era moderna es va construir en 1704 a Anglaterra, encara que hi ha evidències arqueològiques d'aquest tipus de mecanismes en la Grècia clàssica.
Dispositius relacionats són els rellotges astronòmics, en els quals les posicions dels cossos celestes estan sincronitzades amb l'hora solar al llarg d'un cicle de diversos anys en els models més complexos, i se solen representar amb manetes sobre diferents esferes.

## Denominació
La denominació de "planetari mecànic" s'utilitza per diferenciar aquest dispositiu del sistema definit pel terme "planetari", que generalment fa referència a una instal·lació utilitzada per projectar imatges dels cossos celestes sobre una cúpula semiesfèrica valent-se de la llum mitjançant sistemes òptics .
En l'àmbit anglosaxó es disposa de dues paraules diferents per expressar els dos conceptes:
- Orrery: fa referència específicament a un planetari mecànic; el terme té el seu origen en què el primer mecanisme modern d'aquest tipus (construït a Anglaterra el 1704) va ser presentat a Charles Boyle, 4t Comte d'Orrery, de qui, amb el pas del temps, va adquirir el seu nom.
- Planetarium: paraula que prové del llatí, s'utilitza per a designar la cúpula en la qual es reprodueixen imatges del firmament.
No obstant això, ja assenyalat, en espanyol el terme planetari pot fer referència de forma indistinta a qualsevol dels dos dispositius.

## Història

### Precedents
El Mecanisme d'Anticitera, descobert el 1900 entre les restes d'un naufragi prop de l'illa grega d'Anticitera i extensament estudiat, reproduïa els moviments diürns del Sol, la Lluna, i els cinc planetes coneguts. S'ha datat entre l'any 150 i l'any 100 abans de Crist.
El mecanisme d'Anticitera, accionat manualment, és actualment considerat com un dels primers planetaris mecànics, encara que va ser ignorat durant moltes dècades, ja que es pensava que era massa complex per ser genuí. El seu disseny era geocèntric i s'utilitzava com una calculadora mecànica dissenyada per determinar posicions astronòmiques.
D'acord amb els escrits de Ciceró, el filòsof romà del segle I abans de Crist, Posidoni va construir un model planetari.
En 1348, Giovanni Dondi va construir el primer rellotge conegut impulsat per un mecanisme que mostra la posició sobre l'eclíptica de la Lluna, el Sol, Mercuri, Venus, Mart, Júpiter i Saturn d'acord amb la complicada teoria planetària Ptolemaicael rellotge original està perdut, però Dondi va deixar una completa descripció dels trens d'engranatges astronòmics del seu rellotge que ha permès construir una reproducció.
Encara en 1650, P. Schirleus va construir una planetari geocèntric amb el Sol com un planeta més, i amb Mercuri i Venus que giren al voltant del Sol com si fossin les seves llunes.
A la cort de Guillem IV d'Hesse-Kassel es van construir dos complexos rellotges astronòmics al 1561 i 1563-1568, que mostren en les seves quatre cares la posició en l'eclíptica del Sol, Mercuri, Venus, Mart, Júpiter i Saturn; la Lluna, el Sol i Drac (els nodes de la Lluna) d'acord amb Ptolemeu; un calendari, l'alba i la posta de sol i una esfera celeste automatitzada amb un símbol del sol animat que, per primera vegada en un globus celeste, mostrava la posició real del sol, incloent la seva equació de tiempo.Aquests dos rellotges són actualment exhibits en el Astronomisch-Physikalisches Kabinett de Kassel i al Saló de Matemàtiques i Física de Dresden.
A De revolutionibus orbium coelestium, publicat a Nuremberg el 1543, Nicolau Copèrnic va desafiar els ensenyaments occidentals tradicionals d'un univers geocèntric en el qual el Sol girava diàriament al voltant de la Terra. Va observar que alguns filòsofs grecs havien proposat un univers heliocèntric. Això simplifica els moviments epicíclics aparents dels planetes, el que fa factible representar les seves trajectòries com a cercles simples, i pot ser modelat amb relativa facilitat amb l'ús d'engranatges. Els instruments millorats de Tycho Brahe van fer observacions precises dels cels (1576-1601), i a partir d'aquestes dades Johannes Kepler (1621) va deduir que els planetes giraven al voltant del Sol en el·lipses. En 1687 Isaac Newton va explicar la causa del moviment el·líptic en la seva teoria de la gravitació.

### El planetari mecànic modern
Els fabricants de rellotges George Graham i Thomas Tompion van construir el primer planetari modern cap al 1704 a Anglaterra. Graham va facilitar el primer model, o el seu disseny, al cèlebre fabricant d'instruments John Rowley de Londres per a fer una còpia destinada al Príncep Eugeni de Savoia. Rowley va ser l'encarregat de fer una altra còpia per al seu patró Charles Boyle, 4º Comte d'Orrery, a partir del qual el dispositiu va prendre el seu nom en anglès. Aquest model va ser concebut per al fill de Boyle, John (que posteriorment es convertiria en el cinquè comte d'Orrery). De forma independent, Christiaan Huygens va publicar els detalls d'una màquina planetària heliocèntrica el 1703, que va construir quan residia a París entre 1665 i 1681, dissenyant els trens d'engranatges necessaris per representar un any de 365,242 dies, i reproduir els cicles dels principals planetes.
La pintura de Joseph Wright Un filòsof dona una lliçó sobre el planetari de taula (1766), localitzat actualment al Derby Museum and Art Gallery, representa un grup de curiosos que escolten les explicacions d'una filosofia natural. El Sol en un planetari de bronze proporciona l'única llum present a l'habitació. El planetari representat a la pintura té anells, que li donen una aparença similar a la d'una esfera armil·lar. El dispositiu per tant era capaç de descriure eclipses.
Per posar aquests esdeveniments en el seu context cronològic, n'hi ha prou amb assenyalar que, al 1762 John Harrison va construir el primer cronòmetre nàutic capaç de proporcionar un mesurament precís de la longitud geogràfica. Al1766, l'astrònom Johann Daniel Titius va demostrar per primera vegada que la distància mitjana de cada planeta des del Sol podria estar representada per la següent progressió:
{\displaystyle {\frac {4+0}{10}},{\frac {4+3}{10}},{\frac {4+6}{10}},{\frac {4+12}{10}},{\frac {4+24}{10}},{\frac {4+48}{10}},...}
És a dir, 0.4, 0.7, 1.0, 1.6, 2.8, 5.2 ... Els números es refereixen a unitats astronòmiques, la distància mitjana entre el Sol i la Terra, que és 1,496 x 108 km. El planetari de Derby no inclou les distàncies proporcionals dels planetes al Sol, però mostra els seus respectius moviments relatius.
El planetari d'Eisinga va ser construït el 1774-1781 per Eise Eisinga a casa de Franeker, als Països Baixos. Mostra el moviment dels planetes (representats per brillants esferes de diferents mides) accionades per un sistema de guiat mecànic mitjançant el qual penja suspesès del sostre d'una sala. Ha estat en funcionament gairebé contínuament des que va ser creat. Aquest dispositiu és un planetari en tots dos sentits de la paraula: una màquina complexa que mostra les òrbites planetàries, i un escenari per a representar els moviments dels planetes. La casa de Eisinga va ser comprada per la família reial holandesa, que li va concedir una pensió.
Planetari de Benjamin Martin, utilitzat a Harvard (1766)
Al 1764, Benjamin Martin va idear un nou tipus de model planetari, en el que els planetes es van realitzar en els braços de llautó connectats amb una sèrie de tubs concèntrics o coaxials. Amb aquesta construcció era difícil fer que els planetes giressin, i que les llunes giressin al voltant dels planetes. Martin va suggerir que el planetari convencional ha de constar de tres parts:
- El Planetari pròpiament dit, on els planetes giraven al voltant del Sol.

- El Tellurion (també escrit com tel·lúric o tel·luri), que mostra l'eix inclinat de la Terra i com gira al voltant del Sol.

- El Lunarium, que reprodueix les rotacions excèntriques de la Lluna al voltant de la Terra.

En un planetari mecànic aquests tres moviments poden ser muntats en una taula comuna, utilitzant el mateix eix central per moure de manera coordinada els tres sistemes de forma independent.

## Funcionament
Els planetaris mecànics poden variar àmpliament en grandària, podent ocupar una habitació o cabre en una sola mà. S'utilitzen per demostrar el moviment dels planetes, mentre que el dispositiu mecànic que s'utilitza específicament per preveure eclipsis i trànsits s'anomena astrarium.
Un planetari ha d'incloure adequadament el Sol, la Terra i la Lluna (a més d'altres planetes opcionalment). Un model que només inclou la Terra, la Lluna i el Sol es denomina tellurion o tel·luri, i un que només inclou la Terra i la Lluna és un lunarium.
| Planeta | Distància mitjana al Sol (UA) | Diàmetre (Diàmetre terrestre) | Massa (Massa de la Terra) | Densitat (g/cm³) | Nº de llunes | Període orbital (anys) | Inclinació respecte l'eclíptica (°) | Inclinació de l'eix (°) | Període de rotació (sideral) |
| ------- | ----------------------------- | ----------------------------- | ------------------------- | ---------------- | ------------ | ---------------------- | ----------------------------------- | ----------------------- | ---------------------------- |
| Mercuri | 0.39                          | 0.38                          | 0.05                      | 5.5              | 0            | 0.24                   | 7.0                                 | 0                       | 59 días                      |
| Venus   | 0.72                          | 0.95                          | 0.82                      | 5.3              | 0            | 0.62                   | 3.4                                 | 177                     | 243 días                     |
| Terra   | 1.00                          | 1.00                          | 1.00                      | 5.5              | 1            | 1.00                   | 0                                   | 23                      | 23.9 horas                   |
| Mart    | 1.52                          | 0.53                          | 0.11                      | 3.9              | 2            | 1.88                   | 1.9                                 | 25                      | 24.5 horas                   |
| Júpiter | 5.20                          | 11.21                         | 317.9                     | 1.3              | 67           | 11.9                   | 1.3                                 | 3                       | 10 horas                     |
| Saturn  | 9.54                          | 9.45                          | 95.2                      | 0.7              | 62           | 29.5                   | 2.5                                 | 27                      | 11 horas                     |
| Urà     | 19.2                          | 4.01                          | 14.5                      | 1.3              | 27           | 84                     | 0.8                                 | 98                      | -17 horas                    |
| Neptú   | 30.1                          | 3.88                          | 17.1                      | 1.6              | 14           | 165                    | 1.8                                 | 28                      | 16 horas                     |
| Plutó   | 39.4                          | 0.18                          | 0.002                     | 2                | 5            | 248                    | 17.1                                | 122                     | -6.4 días                    |

Un planetari mostrarà el període orbital de cada planeta i la velocitat de rotació, com s'indica a la taula anterior. Un tellurion mostrarà el baricentre del sistema Terra-Lluna que gira al voltant del sol. S'utilitzarà l'angle d'inclinació de l'equador a partir de la taula anterior per mostrar com cada element gira al voltant del seu propi eix. Es mostrarà la Lluna girant al voltant de la Terra. Un lunarium està dissenyat per mostrar els complexos moviments de la Lluna mentre gira al voltant de la Terra.
Els planetaris en general no estan construïts com a models a escala. S'han construït alguns models fixos a escala del sistema solar, i sovint tenen molts quilòmetres de grandària. "Planetaris humans", en els quals es preparen unes trajectòries a escala perquè éssers humans les puguin recórrer reproduint els moviments dels planetes també s'han organitzat en ocasió d'exposicions temporals. Hi ha un planetari humà permanent a l'Observatori d'Armagh a Irlanda del Nord, que inclou els sis planetes, Ceres, i els cometes Halley i Encke.
Urà i els planetes exteriors també s'inclouen, però d'una manera força limitada. Una altra instal·lació similar està situada a l'Observatori i Centre de la Natura Sky Limit en Twentynine Palms, Califòrnia. Aquest és un veritable planetari humà a escala (20000000000 a 1), fidel a la posició dels planetes (amb una precisió de quatre dies). Els primers quatre planetes estan relativament a prop uns dels altres, però els quatre següents requereixen fer una mica de senderisme per poder visitar-los.

## Planetaris òptics
Article principal: Planetari
La immensa majoria dels planetaris (edificis, en aquest cas) clàssics disposaven de sistemes òptic-mecànics per poder projectar imatges del Sol i els planetes a l'interior de la cúpula de l'edifici, ja sigui amb punts de llum o amb petites figures. En els primers models de projectors dels elements mòbils representats sobre el fons d'estrelles, en general es limitaven als planetes des de Mercuri fins a Saturn, encara que alguns models de projectors també incloïen Urà. Per recrear el desplaçament de la posició dels planetes sobre la cúpula, els feixos de llum (normalment generats per bombetes elèctriques de gran brillantor) es reflectien en una sèrie de miralls que s'orientaven mitjançant un conjunt de motors elèctrics. Típicament, la Terra girava al voltant del Sol en un minut, mentre que els altres planetes completaven una òrbita en períodes proporcional al seu moviment real. Per tant, Venus, que triga 224,7 dies a orbitar al voltant del Sol, trigava 37 segons a completar una òrbita en un planetari, i Júpiter emprava 11 minuts i 52 segons.
Alguns planetaris utilitzaven el mateix projector per simular planetes i les seves llunes. Per exemple, Mercuri orbita al voltant del Sol a 0,24 anys terrestres, i Phobos i Deimos orbiten al voltant de Mart en una situació similar proporcional a 4:1. Els operadors de planetaris que desitjaven mostrar aquest moviment, col·locaven un filtre vermell sobre el feix que representava al Sol (que donava l'aparença de Mart), i desactivaven tots els planetes excepte Mercuri i la Terra. Un truc similar es podia utilitzar per mostrar Plutó i les seves cinc llunes.
Amb el desenvolupament de la informàtica i de tipus de projectors panoràmics evolucionats, el sistema de projectors òptic-mecànics ha quedat obsolet. Els moderns equips de projecció digitals són capaços d'exhibir complexos espectacles de llum i so, en els quals es mostren tant les constel·lacions com els planetes i les seves llunes, els cometes i pràcticament qualsevol tipus de cos celeste, així com les seves posicions actuals, passades i futures en qualsevol latitud.

## Tipus de planetaris singulars
- Planetaris de John Fulton: originari de Fenwick, Ayrshire, Fulton va construir tres complexos mecanismes entre 1823 i 1833. L'últim s'exhibeix al Museu Kelvingrove de Glasgow. Són un exemple del clàssic planetari mecànic.

- Planetari de Eisinga: construït per un cardador de llana anomenat Eise Eisinga a la sala d'estar de casa seva, a la petita ciutat de Franeker a Frísia, és de fet un planetari singular. Es va construir entre 1774 i 1781. La visible del model planetari penja del sostre de la sala per a ser observat des de baix, amb la major part del mecanisme allotjat a l'espai que queda per sobre del sostre. És impulsat per un rellotge de pèndol. Els planetes es mouen al voltant del model en temps reals.

- Planetari Meccano: al 1918, el conegut joc educatiu de construccions metàl·liques, va llançar un model mecànic d'un senzill planetari per a ser muntat amb les peces del joc. Durant l'últim quart del segle XX nombrosos aficionats han explorat les possibilitats d'aquest joc per al muntatge de planetaris mecànics cada vegada més complejos. Arxivat 2014-12-21 a Wayback Machine.

- Planetari paisatgístic virtual de Vancouver: és un desenvolupament de principis de la dècada del 2010. Amb el nom de "The Salish Sigui Walk of the Planets", es tracta d'una iniciativa ciutadana concebuda com un incentiu per promoure el coneixement d'una zona periurbana de gran valor ambiental. El planetari consisteix en una sèrie de fites fixes que representen el sistema solar, conservant la proporció de les seves distàncies reals. L'itinerari que connecta els planetes interiors és un passeig que es pot recórrer còmodament a peu, i les fites dels planetes exteriors, molt més allunyats, es recomana que es visitin amb bicicleta o automòbil. Per donar una idea de la veritable magnitud del sistema solar, a la informació sobre el planetari s'indica que el límit exterior del sistema solar, el núvol d'Oort, quedaria situada a Beijin, a uns 8.500 km de Vancouver. Arxivat 2018-12-15 a Wayback Machine. Arxivat 2015-05-21 a Wayback Machine.